# Icius hamatus
Icius hamatus är en spindelart som först beskrevs av Koch C.L. 1846.  Icius hamatus ingår i släktet Icius och familjen hoppspindlar. Inga underarter finns listade i Catalogue of Life.